# Élections régionales de 2006 en Bade-Wurtemberg
Les élections régionales de 2006 en Bade-Wurtemberg (en allemand : Landtagswahl in Baden-Württemberg 2006) se tiennent le 26 mars 2006, afin d'élire les 120 députés de la 14e législature du Landtag pour un mandat de cinq ans. Du fait de la loi électorale, 139 députés sont finalement élus.
Le scrutin est marqué par la victoire de la CDU, qui conforte sa majorité relative. Le ministre-président Günther Oettinger se maintient au pouvoir après avoir maintenu sa « coalition noire-jaune ».

## Mode de scrutin
Le Landtag est constitué de 120 députés (en allemand : Mitglied des Landtags, MdL), élus pour une législature de cinq ans au suffrage universel direct et suivant le scrutin proportionnel de Sainte-Laguë.
Chaque électeur dispose d'une voix, qui compte double. Elle est d'abord attribuée au parti politique dont le candidat est le représentant, puis elle permet de déterminer le score du candidat dans sa circonscription, le Land comptant un total de 70 circonscriptions.
Lors du dépouillement, l'intégralité des 120 sièges est répartie en fonction de la première attribution, à condition qu'un parti ait remporté 5 % de ces voix au niveau du Land (les voix des candidats indépendants sont donc exclues de ce décompte). Cette répartition est ensuite répétée au niveau des quatre districts. Si un parti a remporté des mandats avec la deuxième attribution, ses sièges sont d'abord pourvus par ceux-ci. Les sièges restants sont ensuite comblés par les candidats des circonscriptions non-élus, dans l'ordre décroissant de leur résultat en pourcentage.
Dans le cas où un parti obtient plus de mandats au scrutin uninominal que la proportionnelle ne lui en attribue, la taille du Landtag est augmentée jusqu'à rétablir la proportionnalité.

## Campagne

### Principales forces
| Parti | Parti                                                                              | Chef de file                           | Résultats de 2001          |
| ----- | ---------------------------------------------------------------------------------- | -------------------------------------- | -------------------------- |
|       | Union chrétienne-démocrate d'Allemagne Christlich Demokratische Union Deutschlands | Günther Oettinger (Ministre-président) | 44,8 % des voix 63 députés |
|       | Parti social-démocrate d'Allemagne Sozialdemokratische Partei Deutschlands         | Ute Vogt                               | 33,3 % des voix 45 députés |
|       | Parti libéral-démocrate Freie Demokratische Partei                                 | Ulrich Goll (Ministre de la Justice)   | 8,1 % des voix 10 députés  |
|       | Alliance 90 / Les Verts Bündnis 90/Die Grünen                                      | Winfried Kretschmann                   | 7,7 % des voix 10 députés  |

## Résultats

### Voix et sièges
| Parti                             | Parti                                                    | Voix      | Voix  | Sièges | Sièges        | Sièges | Sièges | Sièges        |
| Parti                             | Parti                                                    | Votes     | %     | MU1    | +/-           | Liste  | Total  | +/-           |
| --------------------------------- | -------------------------------------------------------- | --------- | ----- | ------ | ------------- | ------ | ------ | ------------- |
|                                   | Union chrétienne-démocrate d'Allemagne (CDU)             | 1 748 766 | 44,15 | 69     | 6             | 0      | 69     | 6             |
|                                   | Parti social-démocrate d'Allemagne (SPD)                 | 996 207   | 25,15 | 1      | 6             | 37     | 38     | 7             |
|                                   | Alliance 90 / Les Verts (Grünen)                         | 462 889   | 11,69 | 0      | en stagnation | 17     | 17     | 7             |
|                                   | Parti libéral-démocrate (FDP)                            | 421 994   | 10,65 | 0      | en stagnation | 15     | 15     | 5             |
|                                   | Alternative électorale travail et justice sociale (WASG) | 121 753   | 3,07  | 0      | en stagnation | 0      | 0      | en stagnation |
|                                   | Les Républicains (REP)                                   | 100 081   | 2,53  | 0      | en stagnation | 0      | 0      | en stagnation |
|                                   | Parti national-démocrate d'Allemagne (NPD)               | 29 219    | 0,74  | 0      | en stagnation | 0      | 0      | en stagnation |
|                                   | Parti des chrétiens respectueux de la Bible (PBC)        | 26 759    | 0,68  | 0      | en stagnation | 0      | 0      | en stagnation |
|                                   | Parti écologiste-démocrate (ÖDP)                         | 21 761    | 0,55  | 0      | en stagnation | 0      | 0      | en stagnation |
|                                   | Parti de protection des animaux (Tierschutzpartei)       | 8 279     | 0,21  | 0      | en stagnation | 0      | 0      | en stagnation |
|                                   | Autres                                                   | 22 907    | 0,58  | 0      | en stagnation | 0      | 0      | en stagnation |
|                                   |                                                          |           |       |        |               |        |        |               |
| Votes valides                     | Votes valides                                            | 3 960 615 | 98,69 |        |               |        |        |               |
| Votes blancs et nuls              | Votes blancs et nuls                                     | 52 826    | 1,31  |        |               |        |        |               |
| Total                             | Total                                                    | 4 012 441 | 100   | 70     | en stagnation | 69     | 139    | 11            |
| Abstentions                       | Abstentions                                              | 3 504 478 | 46,62 |        |               |        |        |               |
| Nombre d'inscrits / participation | Nombre d'inscrits / participation                        | 7 516 919 | 53,38 |        |               |        |        |               |